# Elster (Software)
Elster (Apronym für Elektronische Steuererklärung) ist ein 1996 gestartetes Onlineportal der deutschen Steuerverwaltungen aller Länder und des Bundes zur Abwicklung der Steuererklärungen und Steueranmeldungen über das Internet. Bundesweiter Koordinator ist das Bayerische Landesamt für Steuern in München. Elster ist Teil von KONSENS.
Das Projekt Elster umfasst zwei Komponenten:
- Mit Mein Elster (ehemals ElsterOnline-Portal) stellt die Steuerverwaltung ein Portal zur Verfügung, über das man die Steuererklärung, Steueranmeldungen etc. webbasiert erfassen und abgeben kann.
- Die Clientbibliothek ERiC (Elster Rich Client) kann in die Softwareprodukte von Drittanbietern eingebunden werden. Die dazugehörige Serversoftware befindet sich auf einer Serverfarm, der sogenannten Zentralen Produktions- und Service-Stelle (ZPS Elster, ehemals Clearingstelle), in Nürnberg.

Im Gegensatz zu kommerzieller Software von Drittanbietern hilft laut Stiftung Warentest Mein Elster (z. B. bei Einkommensteuererklärungen) dem Nutzer trotz intuitiver Bedienung nur bedingt bei der Optimierung der eigenen Steuerlast, da der Fokus hier vor allem auf der elektronischen Bereitstellung der amtlichen Steuerformulare liegt.

## Gesetzeslage

### Einkommensteuererklärung
Seit 2009 besteht die gesetzliche Verpflichtung zur elektronischen Übermittlung der Kapitalertragsteuer-Anmeldung sowie die gesetzliche Verpflichtung zur Sicherheitsauthentifizierung bei der elektronischen Übermittlung von Lohnsteuerbescheinigungsdaten.
Seit 2012 (Veranlagungszeitraum 2011) sind Privatpersonen, die unternehmerisch tätig sind, zur elektronischen Abgabe der Steuererklärung verpflichtet (§ 25 Abs. 4 Satz 1 EStG).
Trotz jener Pflicht können Steuerpflichtige die Papierabgabe im Wege der Härtefallregelung des § 25 Abs. 4 Satz 2 ESt beantragen. Nach der Härtefallregelung des § 150 Abs. 8 AO hat die Finanzbehörde einem Antrag auf Papierübermittlung zu entsprechen, wenn die Steuergesetze einen Verzicht auf die elektronische Übermittlung zur Vermeidung unbilliger Härten anordnen und eine elektronische Erklärungsabgabe für den Steuerpflichtigen wirtschaftlich oder persönlich unzumutbar ist. (Urteil des FG Rheinland-Pfalz vom 12. Oktober 2016, Aktenzeichen: 2 K 2352/15)
EinfachElster ist für Rentner und Pensionäre und EinfachElsterplus für Arbeitnehmer angepasst.

### Andere Steuererklärungen
Seit 2005 sind alle in Deutschland steuerpflichtigen Unternehmer gesetzlich verpflichtet, ihre Lohnsteueranmeldungen und Umsatzsteuer-Voranmeldungen sowie die Lohnsteuerbescheinigungen ihrer Arbeitnehmer elektronisch über das Elster-System abzuwickeln.
Seit 2013 sind Umsatzsteuer-Voranmeldungen nach amtlich vorgeschriebenem Datensatz durch Datenfernübertragung nach Maßgabe der Steuerdaten-Übermittlungsverordnung zu übermitteln (vgl. BMF-Schreiben vom 16. November 2011, BStBl 2011 I S. 1063). Zur Vermeidung von unbilligen Härten kann das Finanzamt auf Antrag auf eine elektronische Übermittlung der Voranmeldungen zu verzichten und die Abgabe in herkömmlicher Form – auf Papier oder per Telefax – zuzulassen, wenn eine elektronische Übermittlung für den Unternehmer wirtschaftlich oder persönlich unzumutbar ist. Dies ist insbesondere der Fall, wenn die Schaffung der technischen Möglichkeiten für eine elektronische Übermittlung nur mit einem nicht unerheblichen finanziellen Aufwand möglich wäre oder wenn der Unternehmer nach seinen individuellen Kenntnissen und Fähigkeiten nicht oder nur eingeschränkt in der Lage ist, die Möglichkeiten der Datenfernübertragung zu nutzen (§ 150 Abs. 8 AO). Liegt eine solche wirtschaftliche und persönliche Unzumutbarkeit nicht vor, hat das Finanzamt im Rahmen des ihm durch § 18 Abs. 1 Satz 2 UStG eingeräumten Ermessens über den Antrag des Unternehmers, die Voranmeldungen nach amtlich vorgeschriebenem Vordruck in herkömmlicher Form abgeben zu dürfen, zu entscheiden (Anwendungserlass zur Umsatzsteuer, Abschnitt 18.1). Eine solche wirtschaftliche und persönliche Unzumutbarkeit wird von den Finanzämtern in den letzten Jahren so gut wie nicht mehr angenommen.

## Ablauf des Elster-Verfahrens

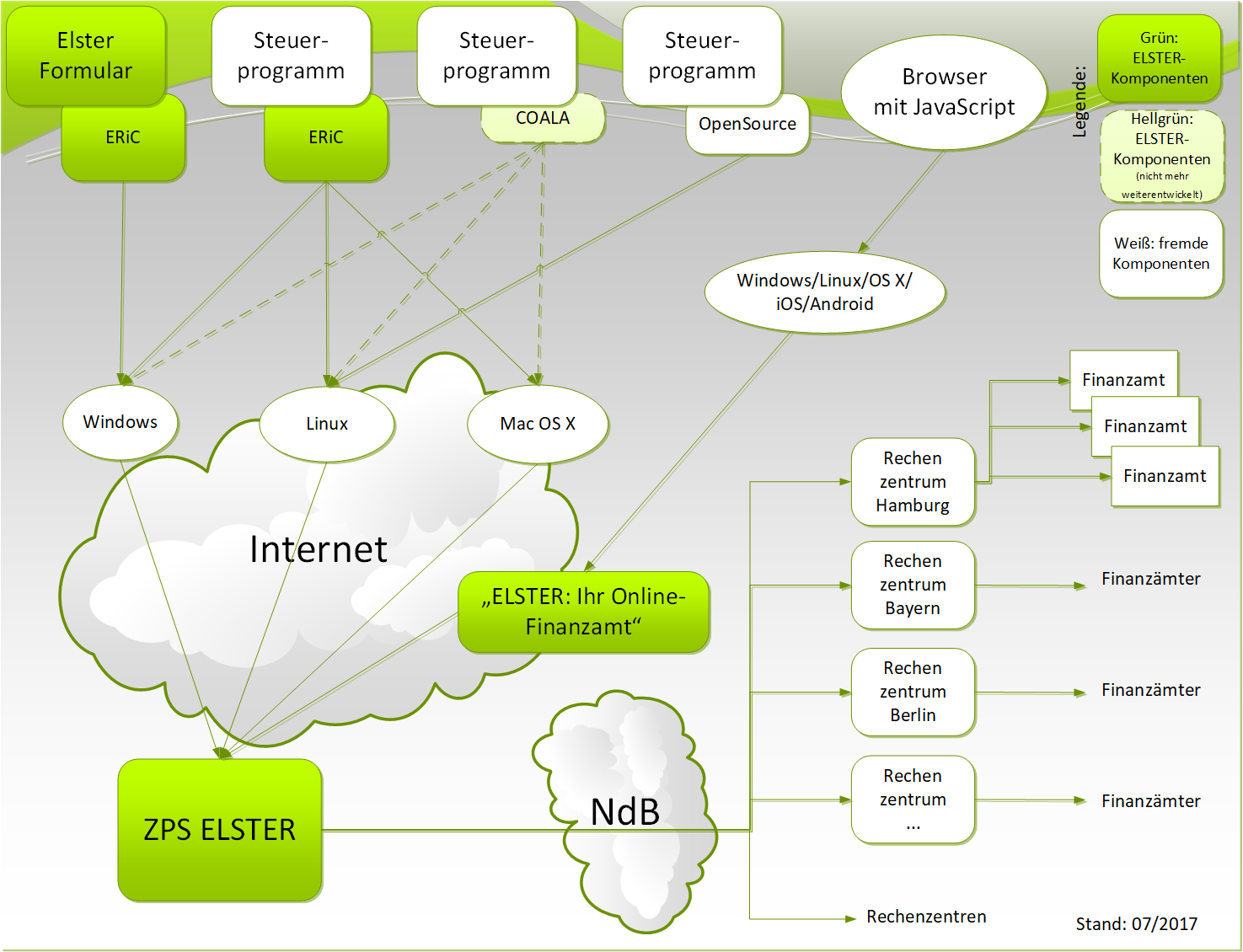
Grafische Darstellung des Elster-Verfahrens (Stand 2017)

Das Elster-Verfahren besteht aus fünf Schritten, wobei sich lediglich die Schritte 1 und 2 in Abhängigkeit von der Wahl des genutzten Steuererklärungsprogramms (Mein Elster oder Softwareprodukt eines Drittanbieters) unterscheiden. Schritte 3 – 5 sind hiervon unabhängig und für alle Steuererklärungsprogramme identisch.
1. Im ersten Schritt gibt der Anwender seine Steuerdaten in ein Steuererklärungsprogramm (Mein Elster oder Softwareprodukt eines Drittanbieters) ein. Das jeweilige Programm prüft die Daten vorab auf Plausibilität. Hierbei kann der Anwender auswählen, ob er einen Steuerbescheid auf Papier oder rein digital bekommen möchte.
2. Im zweiten Schritt übermittelt das jeweilige Softwareprodukt die Daten mittels der Elster-Programmbibliothek ERiC an die Zentrale Produktions- und Service-Stelle Elster (ZPS) der Steuerverwaltung. Im Fall der Nutzung von Mein Elster entfällt die Übermittlung via ERiC aufgrund der direkten Anbindung von Mein Elster an die ZPS Elster. Die Übermittlung erfolgt bei Mein Elster immer authentifiziert. Bei Verwendung von Softwareprodukten von Drittanbietern kann die Übermittlung ohne Authentifizierung erfolgen. In jenem Fall muss eine sogenannte komprimierte Steuererklärung ausgedruckt, unterschrieben und an das zuständige Finanzamt geschickt werden.
3. Im dritten Schritt werden die Daten nach ihrem Eingang in der ZPS Elster entschlüsselt, die Authentifizierung – falls genutzt – überprüft und die Steuerdaten vorgeprüft.
4. Im vierten Schritt werden die Daten an das jeweils zuständige Steuerrechenzentrum des verantwortlichen Landes weitergeleitet.
5. In den 16 Rechenzentren der Steuerverwaltungen der Bundesländer bzw. dem Rechenzentrum des Bundes (verbunden über die Netze des Bundes (NdB)) werden die Daten im fünften und letzten Schritt in die dort üblichen Datenformate umgewandelt und in die entsprechenden Datenbanken eingespeist. Hier können die Sachbearbeiter in den zuständigen Finanzämtern dann auf die eingegangenen Steuerdaten zugreifen. Elektronisch übermittelte Steuererklärungen werden in allen Bundesländern bevorzugt behandelt.

Nach Übermittlung, Veranlagung und Bescheid ist bei Elster seit Anfang 2020 der rechtsverbindliche Steuerbescheid als PDF in elektronischer Form möglich. Abweichungen von den Angaben in der übermittelten Steuererklärung werden in einer dritten Spalte (Bescheiddatenabgleich) angezeigt. Rechtswirksam ist der durch die Post übermittelte Steuerbescheid auf Papier oder – falls gewählt – der digitale PDF-Bescheid.

### Übermittlung viaMein Elster
Nach einmaliger Registrierung eines Nutzerkontos (benötigt: E-Mail-Adresse und Steuer-Identifikationsnummer) erhält der Nutzer im Anschluss an den Authentifizierungsprozess ein Zertifikat (elektronische Signatur). Hiermit können Steuerdaten online authentifiziert abgeschickt werden, ohne dass sie ausgedruckt und unterschrieben werden müssen.

### Übermittlung via Softwareprodukte von Drittanbietern
Kostenpflichtige Softwareprodukte können Steuerdaten elektronisch (via Nutzung der Clientbibliothek ERiC) an das zuständige Finanzamt übermitteln. Analog zur Nutzung von Mein Elster (authentifizierte Übermittlung) ist die authentifizierte online-Übermittlung ohne Unterschrift nur nach vorausgehender Registrierung und Erhalt eines Zertifikats via Mein Elster möglich.

## Situation für Steuerpflichtige

### FunktionsumfangMein Elster
Auf der Website Elster: Ihr Online-Finanzamt wird von den Steuerbehörden der Länder für Privatanwender und Unternehmer die Webanwendung Mein Elster angeboten. Sie unterstützt alle gängigen Browser und erlaubt das Erstellen von:
- Einkommensteuererklärung und Einkommensteuererklärung beschränkte Steuerpflicht
- Grundsteuererklärung
- Umsatzsteuervoranmeldung
- Umsatzsteuer-Dauerfristverlängerung
- Lohnsteuer-Anmeldung
- Kapitalertragsteuer-Anmeldung
- Lohnsteuerbescheinigung
- Umsatzsteuerjahreserklärung
- Körperschaftsteuererklärung
- Fragebogen zur steuerlichen Erfassung
- Zusammenfassende Meldung
- Gewerbesteuererklärung
- Erklärung für die Zerlegung des Gewerbesteuermessbetrages
- Gesonderte und einheitliche Feststellung von Grundlagen für die Einkommensbesteuerung
- Gesonderte Feststellung von Grundlagen für die Einkommensbesteuerung
- Antrag auf Begünstigung des nicht entnommenen Gewinns (§ 34a EStG)
- Einnahmenüberschussrechnung (Anlage EÜR)

Programme anderer Softwarehersteller haben (abhängig von der Ausrichtung der Programme) vergleichbare Funktionalitäten in ihren Produkten integriert.

### Elster, Java und Linux
Bis ins Jahr 2013 scheiterte die Nutzung von Mein Elster mit einem Nicht-Windows-PC an der quelloffenen Java-Implementierung OpenJDK, die standardmäßig z. B. unter Linux verwendet wird, obwohl sowohl die Schnittstelle ERiC als auch das Mein Elster-Onlineportal grundsätzlich unter sämtlichen Betriebssystemen funktionieren. Hintergrund war, dass das ElsterOnline-Portal mit jener quelloffenen Java-Implementierung in Konflikt geriet. Es setzte bis Mai 2013 das proprietäre Java von Oracle voraus (Oracle Java JRE und Plugin); war kein Oracle-Java installiert, reagierte das ElsterOnline-Portal bei Ausführung des „Konfigurations-Assistenten“ mit der Fehlermeldung: „Cookie-Übertragung fehlgeschlagen“. Dies sorgte für entsprechenden Unmut auf Seiten der Steuerpflichtigen, die den Finanzverwaltungen vorwarfen, den Besitz eines Computers mit Microsoft-Windows-Betriebssystem sowie die Installation von Java von Oracle anscheinend erzwingen zu wollen.
Im ersten Schritt entstanden im Laufe des Jahres 2005 nach einer teilweisen Lockerung der Lizenzbedingungen des Elster-Standards eine Reihe von alternativen Softwareprodukten für Windows, Mac OS X und Linux, welche die Schnittstelle ERiC nutzten. Seit 2008 boten auch unterschiedliche Online-Steuererklärungsportale diese Dienstleistung an. Jedoch waren viele dieser Programme kostenpflichtig (im Gegensatz zu Mein Elster), auch wenn sie im Gegensatz zur behördlichen Version zusätzlich steuersparende Tipps gaben. Als „Workaround“ war es möglich, seine Steuererklärung mit einem Linux-Rechner mittels ElsterFormular unter Wine zu erstellen und an das Finanzamt zu übermitteln.
Im zweiten Schritt war ab Mai 2013 eine Nutzung von Mein Elster auch ohne Java möglich. Da das Bundesamt für Sicherheit in der Informationstechnik seit Mitte 2012 Computernutzern immer wieder empfahl, wegen gravierender Sicherheitslücken auf den Einsatz von Oracle-Java zu verzichten, wurde das Registrierungsverfahren im ElsterOnline-Portal ohne Java ermöglicht, womit die Registrierung im ElsterOnline-Portal auch mit einer durch standardmäßige Linux-Distributionen unterstützten Technik möglich wurde. Ab August 2013 wurden dann sowohl der Login mit Softwarezertifikat als auch alle Funktionen von Mein Elster ohne Java möglich.
Stand heute setzt auch die Nutzung der Sicherheitssticks sowie der Signaturkarten kein Java mehr voraus. Jedoch muss der ElsterAuthenticator von Elster: Ihr Online-Finanzamt heruntergeladen und installiert werden. Dieser ist jedoch für Windows, MacOS und Linux verfügbar.

## Authentifizierung
Mein Elster bietet fünf verschiedene Varianten der Authentifizierung:
1. Softwarezertifikat (als Datei auf dem Rechner bzw. einen normalen USB-Stick).
2. mobiler Login mit Smartphone oder Tablet mit der App ElsterSecure
3. neuer elektronischer Personalausweis (AusweisApp benötigt, jedoch keine vorab-Registrierung notwendig).
4. USB-Sicherheits-Stick („Sicherheitsstick für Elster“), äußerlich ähnlich einem USB-Stick mit einem proprietären Krypto-Chip, als Gemeinschaftsprodukt entwickelt von den Firmen Secunet Security Networks und Giesecke+Devrient, benötigt die Installation des ElsterAuthenticator.[21]
5. Signaturkarte der Hersteller DATEV oder Bundesdruckerei (D-TRUST), benötigt die Installation des ElsterAuthenticator.[22]

Mit diesen Varianten kann sich jeder Anwender eindeutig gegenüber der Steuerverwaltung authentisieren. Die Verwendung der Zertifikate ist sowohl in Mein Elster, als auch in Softwareprodukten von Drittanbietern möglich (letztere abhängig von der Implementierung der Hersteller).
Bei Abgabe einer Steuervor-/anmeldung mit Authentifizierung wird die Authentifizierung im betroffenen Steuerkonto vermerkt. Wird anschließend eine Steuervor/-anmeldung ohne Authentifizierung zur selben Steuerart und Steuernummer elektronisch eingereicht, führt dies zu einem Hinweis beim Sachbearbeiter im Finanzamt (Prinzip „Einmal Authentifizierung, immer Authentifizierung“). Dies gilt aber nur für alle Umsatzsteuervoranmeldungen und Lohnsteueranmeldungen. Hiermit wird erreicht, dass der Steuerpflichtige vor Missbrauch geschützt ist.
Mit einem Zertifikat darf ein authentifizierter Steuerpflichtiger auch Steuererklärungen für den Ehegatten – bei Zusammenveranlagung – sowie für andere Dritte (Verwandte / Mandanten) abgeben. In diesem Fall macht das Zertifikat die eigenhändige Unterschrift gem. § 150 Abgabenordnung (AO) überflüssig. Da nach § 87 a AO die elektronische Steuerdatenübermittlung Ende 2005 ausgelaufen und die neue Steuerdaten-Übermittlungsverordnung (StDÜV) noch nicht in Kraft getreten war, fehlte zeitweise eine rechtliche Grundlage. Derartige Erklärungen wurden aber von allen Bundesländern bzw. deren Steuerverwaltungen akzeptiert, obwohl die notwendige Gesetzesergänzung zu jenem Zeitpunkt noch nicht ergangen war. Zwischenzeitlich wurde mit der neuen StDÜV vom 28. Januar 2003 (BGBl. I, S. 139) die notwendige Gesetzesgrundlage wiederhergestellt. In § 1 Abs. 1 Satz 2 StDÜV ist auch die Übermittlung durch Dritte (für Ehegatten, Mandanten) legalisiert. Seit 1. Januar 2017 ist die StDÜV außer Kraft, die Regelungen wurden direkt in die Abgabenordnung (AO) übernommen.

### Historie der Authentifizierung
Vor der Einführung von X.509-Zertifikaten im Jahr 2005 war ein gewichtiger Kritikpunkt, dass zunächst bei Einführung des Elster-Standards keine Authentifizierung des Einreichenden vorgesehen war, so dass jeder mit Kenntnis der Steuernummer eines Unternehmens für dieses eine elektronische Anmeldung vornehmen konnte. Darauf hatten unter anderem die Datenschutzbeauftragten einiger Bundesländer warnend hingewiesen. Die Angabe der Steuernummer war wiederum auf Rechnungen seit 2003 gesetzlich gefordert und kann lediglich durch Angabe einer gesondert beantragten Umsatzsteuer-Identifikationsnummer (USt-IdNr.) ersetzt werden. Zur kurzfristigen Abwendung von potentiellem Missbrauch der Steuernummer empfahlen daher diverse Unternehmervertretungen, eine USt-IdNr. zu beantragen und diese anstelle der Steuernummer zu verwenden. Die Steuererklärungen wurden zwar nur zusammen mit der unterschriebenen Papierform akzeptiert, aber die Steueranmeldungen gingen ohne weitere Prüfung durch. Die Finanzverwaltungen betonten in ihren Stellungnahmen, dass dies kein Problem darstelle, da die Steueranmeldung jederzeit geändert werden könne. Für die betroffenen Unternehmer, mit automatisiertem Lastschrifteneinzug, stellte es möglicherweise ein größeres Problem dar.
Im Frühjahr 2005 reagierten die Finanzverwaltungen daher auf diesen Vorwurf mit der Vergabe von X.509-Zertifikaten an jeden Steuerpflichtigen. Dadurch kann eine Steueranmeldung mit einer eindeutigen elektronischen Signatur authentifiziert werden. Ab 28. September 2005 lief das Projekt zunächst im Pilotbetrieb, seit 1. Januar 2006 stand es im Produktivbetrieb in allen Bundesländern allgemein zur Verfügung. Elster bot ab jenem Zeitpunkt drei verschiedene Varianten der Authentifizierung (Softwarezertifikat, Sicherheitsstick oder Signaturkarte). Lohnsteuerbescheinigungen von Arbeitslöhnen ab dem Kalenderjahr 2009 können nur noch mit elektronischem Zertifikat übermittelt werden. Unabhängig von der für die Übermittlung ausgewählten Software ist die Registrierung in Elster: Ihr Online-Finanzamt zwingend notwendig. Seit 2016 ist es möglich, den elektronischen Personalausweis direkt zur Authentifizierung bei Elster zu verwenden.
Seit 2015 war es möglich, die App ElsterSmart (veröffentlicht für iOS und Android) direkt zur Authentifizierung bei Elster zu verwenden. Ein mobiler Login mit Smartphone oder Tablet mit der App ElsterSmart (Android ab Version 6, iOS ab Version 11), bedingte den Import einer vorhandenen Zertifikatsdatei via USB oder QR-Code. ElsterSmart wurde 2023 eingestellt. Die neue Authentifizierungs-App heißt ElsterSecure.

## Sicherheit und Datenschutz
Das Bundesamt für Sicherheit in der Informationstechnik (BSI) zertifizierte Elster im Jahre 2010. Ein ISO-27001-Zertifikat auf der Basis der IT-Grundschutz-Kataloge des BSI dokumentiert die Umsetzung von Informationssicherheitstechniken nach dieser internationalen Norm. Der Schutz vertraulicher Informationen sowie die Verfügbarkeit und die Integrität der im Rahmen von Elster zu verarbeitenden Daten sowie der Verarbeitungssysteme müssen gewährleistet werden. Die Leistungen von Elster werden in einer nach ISO 27001 auf Basis der IT-Grundschutz-Kataloge des BSI zertifizierten eigenen IT-Infrastruktur erbracht. Mit der Zertifizierung soll dokumentiert werden, dass für diese Dienste der IT-Grundschutz nach ISO 27001 vollständig implementiert wurde und dass die Auseinandersetzung mit IT-Sicherheitsthemen Bestandteil der Ziele der Finanzverwaltungen ist. Die Dienste werden vom Bayerischen Landesamt für Steuern zur Verfügung gestellt. Der Audit wird seither regelmäßig wiederholt.
Das Unabhängige Landeszentrum für Datenschutz Schleswig-Holstein (ULD) zeichnete die „ElsterOnline Client Server“-Architektur (ElsterOnline) mit dem Datenschutz-Gütesiegel Schleswig-Holstein aus und bescheinigte damit, dass diese datenschutzkonform eingesetzt werden kann (Registernummer 04-08/2010, gültig bis 18. August 2010). Das Datenschutz-Gütesiegel Schleswig-Holstein wird seit 2001 an Produkte verliehen, die den Anforderungen von Datenschutz und Datensicherheit entsprechen. Die gutachterliche Prüfung wurde durch die „datenschutz cert GmbH“ aus Bremerhaven durchgeführt. Sie legte dem ULD nachvollziehbar dar, dass das eingesetzte Verfahren die Authentizität, Vertraulichkeit und Integrität der übermittelten elektronischen Dokumente sicherstellt. Dabei wird trotz Verzicht auf den Einsatz von qualifizierten Signaturen mindestens die Sicherheit erreicht, die auch für die schriftliche Einreichung der Daten beim Finanzamt gilt.

## Nutzungsstatistik
| Jahr | Einkommen- steuer- erklärungen | Umsatzsteuer- Voranmeldungen | Lohnsteuer- Anmeldungen | Beleg-Abrufe | Steuer- bescheiddaten | Lohnsteuer- bescheinigungen | Steuerbescheide |
| ---- | ------------------------------ | ---------------------------- | ----------------------- | ------------ | --------------------- | --------------------------- | --------------- |
| 2000 | 0,14 Mio. / 0,15 Mio.          | 0,26 Mio.                    | 0,31 Mio.               |              | 0,00 Mio.             |                             |                 |
| 2001 | 0,32 Mio.                      | 2,46 Mio.                    | 3,17 Mio.               |              | 0,01 Mio.             |                             |                 |
| 2002 | 0,55 Mio.                      | 3,11 Mio.                    | 4,04 Mio.               |              | 0,05 Mio.             |                             |                 |
| 2003 | 1,10 Mio.                      | 4,38 Mio.                    | 5,70 Mio.               |              | 0,48 Mio.             |                             |                 |
| 2004 | 1,81 Mio.                      | 5,68 Mio.                    | 6,53 Mio.               |              | 1,02 Mio.             |                             |                 |
| 2005 | 3,59 Mio.                      | 27,1 Mio.                    | 15,3 Mio.               |              | 1,52 Mio.             |                             |                 |
| 2006 | 4,6 Mio.                       | 33,9 Mio.                    | 16,9 Mio.               |              | 1,8 Mio.              |                             |                 |
| 2007 | 5,5 Mio.                       | 35,4 Mio.                    | 17,0 Mio.               |              | 2,4 Mio.              |                             |                 |
| 2008 | 8,2 Mio.                       | 40,9 Mio.                    | 19,1 Mio.               |              | 2,9 Mio.              |                             |                 |
| 2009 | 8,3 Mio.                       | 39,0 Mio.                    | 19,5 Mio.               |              | 5,6 Mio.              |                             |                 |
| 2010 | 8,6 Mio.                       | 39,3 Mio.                    | 19,3 Mio.               |              | 4,7 Mio.              | 48,5 Mio.                   |                 |
| 2011 | 9,5 Mio.                       | 39 Mio.                      | 18 Mio.                 |              | 5,6 Mio.              | 50 Mio.                     |                 |
| 2012 | 12,0 Mio.                      | 39 Mio.                      | 17 Mio.                 |              | 4,7 Mio.              | 49,8 Mio.                   |                 |
| 2013 | 15,2 Mio.                      | 38 Mio.                      | 17,5 Mio.               |              | 5,4 Mio.              | 50,6 Mio.                   |                 |
| 2014 | 16,1 Mio.                      | 36,3 Mio.                    | 17,2 Mio.               |              | 4,1 Mio.              | 51,1 Mio.                   |                 |
| 2015 | 20,0 Mio.                      | 38,5 Mio.                    | 17,8 Mio.               |              | 6,1 Mio.              | 52,1 Mio.                   |                 |
| 2016 | 21,0 Mio.                      | 44 Mio.                      | 18 Mio.                 |              | 5,5 Mio.              | 53,1 Mio.                   |                 |
| 2017 | 22,0 Mio.                      | 38 Mio.                      | 18,2 Mio.               | 8,14 Mio.    | 8,6 Mio.              | 54,5 Mio.                   |                 |
| 2018 | 23,1 Mio.                      | 39 Mio.                      | 18,4 Mio.               |              | 10,1 Mio.             | 55,8 Mio.                   |                 |
| 2019 | 23,8 Mio.                      | 39,2 Mio.                    | 18,6 Mio.               | 13,94 Mio.   | 10,8 Mio.             | 55,9 Mio.                   |                 |
| 2020 | 28,2 Mio.                      | 40,7 Mio.                    | 18,9 Mio.               | 18,52 Mio.   | 13,1 Mio.             | 54,3 Mio.                   | 0,4 Mio.        |
| 2021 | 31,6 Mio.                      | 37,8 Mio.                    | 18,7 Mio.               |              | 15,5 Mio.             | 55 Mio.                     | 1,4 Mio.        |
| 2022 |                                | 36,2 Mio.                    | 19,8 Mio.               |              |                       |                             | 2,3 Mio.        |
| 2023 |                                | 36,9 Mio.                    | 26,2 Mio.               |              |                       |                             | 1,8 Mio.        |
| 2024 |                                | 37,7 Mio.                    | 19,2 Mio.               |              |                       |                             | 4,2 Mio.        |

## Situation für Softwarehersteller
Softwareherstellern steht die Möglichkeit offen, sich als Entwickler beim Elster-Projekt zu registrieren. Registrierte Hersteller werden bei der Entwicklung von Elster-kompatibler Finanzsoftware durch eine kostenlose Schnittstellenbibliothek unterstützt, um die Elster-Funktionalität in Programme auf mehreren Betriebssystemen integrieren zu können. Dazu können sich Softwareentwickler eine C-Schnittstellenbibliothek („ERiC“ = Elster Rich Client, ehemals „TeleModul“) für Microsoft Windows, Linux und Mac OS X im Mitgliederbereich der Elster-Website herunterladen. Teilweise sind die Nutzungsbedingungen jener Bibliotheken allerdings relativ restriktiv formuliert, so dass insbesondere für freie Software die Verwendung dieser angebotenen Bibliotheken durch deren Lizenzbedingungen ausgeschlossen wird.

### Schnittstelle für freie Software (bis Januar 2019)
Statt der Verwendung der ERiC-API konnten die Hersteller für bestimmte Funktionalitäten auch die Spezifikation der COALA-Schnittstelle benutzen, um die Kommunikation mit dem Elster-Server selbst zu implementieren. Die Verwendung dieser Spezifikationen war seit Dezember 2004 auch für freie Software (Open Source) zulässig (in der Zeit davor war die Schnittstellenbeschreibung nur nach Unterzeichnung einer Geheimhaltungserklärung (NDA) einzusehen). Seit diesem Kurswechsel war sie jedoch für jeden zugänglich, der sich im Elster-Herstellerforum anmeldete. Diese Schnittstelle ließ allerdings nur die Übertragung von Umsatzsteuervoranmeldungen, Lohnsteueranmeldungen, Lohnsteuerbescheinigungen, Dauerfristverlängerungen und Steuerkontoabfragen zu. Im Jahr 2012 kamen noch ELStAM-Abfragen (entsprechend der entfallenen Lohnsteuerkarte) dazu. Jahressteuern wie Einkommensteuer, Gewerbesteuer usw. durften nur über die ERiC-Bibliotheken abgegeben werden. Die Übertragung von Umsatzsteuervoranmeldungen, Lohnsteueranmeldungen und Dauerfristverlängerungen wurde schließlich zum 1. Januar 2019 abgekündigt.
Das bis 2012 entwickelte und mittlerweile eingestellte Programm Taxbird war der erste freie Elster-Client (jedoch mit deutlichen funktionalen Einschränkungen gegenüber dem Windows-Programm ElsterFormular). Nachfolger von Taxbird war das ebenfalls freie Programm Geierlein, welches im Wesentlichen die gleichen Funktionen bot. Da die Schnittstelle, die von Geierlein verwendet wurde, vom Bayerischen Landesamt für Steuern abgeschaltet wurde, konnte Geierlein nicht länger verwendet werden, weshalb das Projekt vom Hersteller Stefan Siegl beendet wurde.

## Elster als Basis des Digitalen Unternehmenskontos
Am 7. Februar 2020 gaben das Bayerische Staatsministerium für Digitales sowie der Senator für Finanzen der Freien Hansestadt Bremen bekannt, dass auf Basis der Elster-Technologie ein einheitliches digitales Unternehmenskonto für in Deutschland ansässige Unternehmen entwickelt wird. Ziel sollte sein, dass Firmen mit Hilfe der neuen digitalen Lösung Anträge in elektronischer Form in allen Bundesländern gleich abwickeln können.
Seit Oktober 2019 ist es beispielsweise möglich Anträge beim Bürger- und Geschäftskundenportal des Zoll mit dem Elster-Zertifikat abzugeben, seit November 2020 können die Anträge auf Novemberhilfe bzw. Dezemberhilfe beim BMWi und seit Januar 2021 die Anträge auf Forschungszulage abgegeben werden.

## Geschichte
| 1996                      | Die Referatsleiter Automation (Steuer) der obersten Finanzbehörden des Bundes und der Länder beauftragen eine interne Arbeitsgruppe, die Voraussetzungen für eine elektronische Steuererklärung zu untersuchen. |
| 1996 bis 1997             | Unter der Leitung der Arbeitsgruppe entwickelt die Oberfinanzdirektion München auf Basis einer Windows-basierten Client/Server-Architektur ein modulares Softwarekonzept zur Datenübermittlung über eine zentrale Kommunikationsstelle. |
| Oktober 1997              | Auslieferung der ersten Elster-Clientsoftware an zwölf Anbieter von Steuererklärungsprogrammen, darunter die DATEV e. G., die Lohnsteuerhilfe Bayern e. V. und Steuersoft Saarlouis. |
| Januar 1999               | Offizielle Einführung von Elster als Verfahren zur elektronischen Übermittlung von Einkommensteuererklärungen. |
| Januar 2000 bis Juni 2001 | Kontinuierliche Erweiterung des Angebots um Lohnsteueranmeldungen, Umsatzsteuer-Voranmeldungen und Umsatzsteuererklärungen, Gewerbesteuererklärungen sowie die Erklärung zur Zerlegung des Gewerbesteuermessbetrags. |
| seit Anfang 2000          | Einführung individueller Dienste für Städte, Gemeinden, Landkreise, Kammern und Verbände zur elektronischen Übermittlung von Kfz-Zulassungsdaten, Sterbedaten, Mitteilungen nach § 45 des EStG, Haushaltskassendaten etc. an die Finanzverwaltung. |
| Anfang 2001               | Abrufmöglichkeit von elektronischen Steuerbescheiddaten und damit erstmals die Gelegenheit eines automatisierten Bescheiddatenabgleichs. Einführung des kostenfreien Steuerprogramms ElsterFormular entwickelt von der Oberfinanzdirektion Erfurt. |
| Juli 2002                 | Pilotbeginn der neuen plattformunabhängigen Architektur auf Basis der Programmiersprache Java in ausgewählten Bundesländern sowie Einführung der elektronischen Signatur, wodurch die eigenhändige Unterschrift und damit der aus rechtlichen Gründen erforderliche Ausdruck der Steuererklärung entfällt. |
| Mitte 2003                | Beginn der Planung einer standardisierten elektronischen Übermittlung aller gängigen oder aufgrund rechtlicher Vorschriften verpflichtend einzureichenden Belege. |
| Januar 2004               | Bundesweiter Pilotbeginn der vom Rechenzentrum der Finanzverwaltung des Landes NRW (RZF), Düsseldorf, realisierten elektronischen Übermittlung der Lohnsteuerbescheinigungen. Die Pilotierung erfolgt mit Partnern aus der freien Wirtschaft und der öffentlichen Verwaltung. |
| Januar 2004               | Als Alternative zur elektronischen Übermittlung: Pilotversuch der Länder Bremen und Nordrhein-Westfalen für einen gesonderten Ausdruck der Steuererklärungsdaten als Barcode (mit der Steuererklärung beim Finanzamt einzureichen). |
| Januar 2004               | Beginn der Planung eines integrierten, personalisierten Webportals, über das die Steuerbürger und Steuerberater nach einmaliger Registrierung sämtliche Vorgänge gegenüber der Finanzverwaltung online durchführen können. |
| März 2004                 | Pilotbeginn der elektronischen Steuerkontoabfrage für Steuerbürger und Steuerberater in Hessen, realisiert von der Oberfinanzdirektion Frankfurt. |
| März 2004                 | Implementierung einer länderübergreifenden Online-Datenabfrage für die Ermittlung risikobehafteter Fälle zur Bekämpfung des Steuerbetrugs. |
| Januar 2005               | Verpflichtung zur Nutzung von Elster für Lohn- und Umsatzsteuer-Voranmeldungen sowie die Lohnsteuerbescheinigungen. |
| September 2005            | Offizielle Eröffnung des ElsterOnline-Portals. Einführung von ElsterBASIS, ElsterPLUS und ElsterSPEZIAL zur freiwilligen Authentifizierung |
| Ende 2006                 | Das BZStOnline-Portal des Bundeszentralamtes für Steuern (BZSt) auf Basis der ElsterOnline-Technologie für Portale steht zur Verfügung. Damit ist es möglich Meldungen nach der EU-Zinsrichtlinie, Anträge auf Umsatzsteuervergütung, Zusammenfassende Meldungen (ZM), Sammelanträge auf Erstattung von Kapitalertragsteuer und Mitteilungen über tatsächlich freigestellte Kapitalerträge elektronisch zu übermitteln. |
| Mai 2008                  | Übermittlungsmöglichkeit für die Körperschaftsteuererklärung, Unterfallart 30. |
| Mitte/Ende 2008           | BSI zertifiziert Elster. Ein ISO-27001-Zertifikat auf der Basis der IT-Grundschutz-Kataloge des Bundesamt für Sicherheit in der Informationstechnik (BSI) dokumentiert die erfolgreiche Umsetzung von Informationssicherheit nach internationalen Normen. |
| September 2008            | Das BZStOnline-Portal erreicht im BIK BITV-Test (Projekt des deutschen Bundesministeriums für Arbeit und Soziales, um Webangebote für behinderte Menschen besser zugänglich zu machen) 99 von 100 Punkte (sehr gut zugänglich) |
| November 2008             | Übermittlungsmöglichkeit von Meldungen zu § 34a EStG, Begünstigung der nicht entnommenen Gewinne. |
| November 2008             | Die Elster-Programmbibliothek „ERiC“ ist erstmals auch für Linux verfügbar |
| Juli 2009                 | Erweiterung des Angebots um Kapitalertragsteuer-Anmeldung nach EStG |
| Januar 2009               | Übermittlungsmöglichkeit für die Körperschaftsteuererklärung, Unterfallart 31. |
| Mitte 2009                | Der Zoll nutzt Elster-Zertifikate für die elektronische Übermittlung der Internet-Ausfuhranmeldung-Plus (IAA-plus) |
| November 2009             | Übermittlungsmöglichkeit für die Erklärung zur gesonderten und einheitlichen Feststellung von Grundlagen für die Einkommensbesteuerung, Unterfallart 90. |
| Anfang 2010               | Erweiterung des Angebots um Kapitalertragsteuer-Anmeldung nach InvStG |
| Januar 2010               | Übermittlungsmöglichkeit für die Körperschaftsteuererklärung, Unterfallarten 32 und 33. |
| April 2010                | Der Zoll nutzt Elster-Zertifikate für die Internet-EMCS-Anwendung (IEA) |
| April 2010                | Das ElsterOnline-Portal wird um Formulare für den § 50a EStG (Anmeldung über den Steuerabzug bei Vergütungen an beschränkt Steuerpflichtige) erweitert |
| April 2010                | Pilotbeginn „elektronischer Einspruch“ über das ElsterOnline-Portal in den Ländern Bayern, Sachsen und Sachsen-Anhalt |
| August 2010               | Datenschutz-Gütesiegel für Steuerdaten-Anwendung „ElsterOnline“ durch das Unabhängige Landeszentrum für Datenschutz Schleswig-Holstein |
| November 2010             | Übermittlungsmöglichkeit für elektronische Bilanzen. |
| Anfang 2011               | Elster auf Facebook und Twitter |
| Februar 2011              | Übermittlungsmöglichkeit für die Erklärung zur gesonderten und einheitlichen Feststellung von Grundlagen für die Einkommensbesteuerung, Unterfallart 95. |
| November 2011             | Die Elster-Programmbibliothek „ERiC“ ist erstmals auch für Mac OS X verfügbar |
| November 2011             | Übermittlung und Abfrage der Elektronischen Lohnsteuerabzugsmerkmale, ELStAM. |
| Dezember 2011             | Die Erklärung zur gesonderten und einheitlichen Feststellung von Grundlagen für die Einkommensbesteuerung für bis zu 10 Beteiligte kann über das ElsterOnline-Portal abgegeben werden. |
| Januar 2012               | Die Einnahmenüberschussrechnung EÜR kann über Elster abgegeben werden. |
| Februar 2012              | Auch beschränkt steuerpflichtige Bürger können die Einkommensteuer über Elster abgeben. |
| April 2012                | Die Körperschaftsteuererklärung kann über das ElsterOnline-Portal abgegeben werden. |
| Mai 2012                  | Übermittlungsmöglichkeit ZMDO. |
| 1. HJ. 2012               | Der neue Personalausweis kann bei Elster für die Registrierung im ElsterOnline-Portal genutzt werden. |
| November 2012             | Übermittlungsmöglichkeit für die Einkommensteuererklärung von beschränkt steuerpflichtigen Personen, Unterfallart 12. |
| April 2013                | Die Einkommensteuererklärung kann über das ElsterOnline-Portal abgegeben werden. |
| Mai 2013                  | Die Registrierung im ElsterOnline-Portal ist ohne Java möglich. |
| August 2013               | Alle Funktionen des ElsterOnline-Portals sind ohne Java möglich. |
| Januar 2014               | Die „Vorausgefüllte Steuererklärung“ ist ein kostenloser Service der deutschen Steuerverwaltung mit dem Ziel, den Bürgern die Erstellung der Einkommensteuererklärung zu erleichtern. Die auch als „Belegabruf“ bezeichnete vorausgefüllte Steuererklärung wird seit Januar 2014 angeboten. |
| 1. Quartal 2014           | Anbindung der Vollmachtsdatenbank der Steuerberaterkammer |
| 1. Quartal 2014           | Übermittlungsmöglichkeit von Körperschaftsteuererklärungen ohne Hauptvordruck im ElsterOnline-Portal. |
| 2. Quartal 2014           | Die Einnahmenüberschussrechnung (EÜR) kann im ElsterOnline-Portal abgegeben werden. |
| 3. Quartal 2014           | Übermittlungsmöglichkeit der Umsatzsteuererklärung (Unterfallart 50) im ElsterOnline-Portal. |
| Januar 2015               | Erweiterung des Belegabrufs der „Vorausgefüllten Steuererklärung“ um die Lohnersatzleistungen. |
| Januar 2015               | Antrag gem. § 34a EStG (Begünstigung des nicht entnommenen Gewinns) im ElsterOnline-Portal verfügbar. |
| März 2015                 | Registrierung mit neuen Personalausweis nun mit AusweisApp2 |
| August 2015               | Verbesserte Formularansicht und neue Navigation im ElsterOnline-Portal |
| 7. September 2015         | ElsterSmart (Elster-App für Android und iOS) in den jeweiligen App Stores verfügbar |
| März 2016                 | Anzeige von Bescheiddaten im ElsterOnline-Portal möglich |
| Juli 2017                 | Kompletter Relaunch von ElsterOnline-Portal und den Webseiten www.elster.de. Relaunch unter dem Namen Elster: Ihr Online-Finanzamt und Mein Elster. |
| 2019                      | diverse Onlinemöglichkeiten: - Antrag auf Fristverlängerung, - Antrag auf Anpassung von Vorauszahlungen, - Änderung der Adresse, - Änderung der Bankverbindung, - Sonstige Nachricht an das Finanzamt, - Fragebogen zur steuerlichen Erfassung für Einzelunternehmen, - Fragebogen zur steuerlichen Erfassung: Gründung einer Kapitalgesellschaft beziehungsweise Genossenschaft, - Fragebogen zur steuerlichen Erfassung: Gründung einer Personengesellschaft / -gemeinschaft, - Fragebogen zur steuerlichen Erfassung: Beteiligung an einer Personengesellschaft / -gemeinschaft |
| Januar 2020               | Digitaler Einkommensteuerbescheid |
| April 2020                | Einreichung von digitalen Belegen |
| 2022                      | EinfachElster (Vereinfachte Steuererklärung für Rentner/Pensionäre) |
| Februar 2023              | MeinElster+ (Elster-App für Android und iOS) in den jeweiligen App Stores verfügbar |
| Juli 2025                 | EinfachElsterplus (Vereinfachte Steuererklärung für Arbeitnehmer) |

## ElsterFormular(2001–2020)
Das ab 2001 kostenlos von der Steuerverwaltung auf CD und im Internet veröffentlichte Programm (sog. „Freeware“) ElsterFormular wurde als Steuerverwaltungsprogramm entwickelt und kostenfrei zur Verfügung gestellt. ElsterFormular hatte ebenfalls die Elster-Clientbibliothek ERiC eingebunden. Dementsprechend konnte die Steuerklärung elektronisch an das zuständige Finanzamt (via Nutzung der Clientbibliothek ERiC) übermitteln werden. Falls dies ohne Authentifizierung erfolgte, musste eine sogenannte komprimierte Steuererklärung ausgedruckt, unterschrieben und an das zuständige Finanzamt geschickt werden. Ohne die unterschriebene Steuererklärung konnte das Finanzamt die Daten nicht bearbeiten.
ElsterFormular wurde für den Veranlagungszeitraum 2019 (im Jahr 2020) das letzte Mal bereitgestellt, bis dahin mussten alle Nutzer auf Mein Elster oder Softwareprodukte von Drittanbietern umsteigen. Die Nutzung von ElsterFormular war bis ins Jahr 2020 (das letzte Jahr seiner Bereitstellung) auf die Nutzung mit einem Windows-PC beschränkt.

## Logo

Bis 2017
Seit 2017